# Teppei Usui
Teppei Usui (japanisch 碓井 鉄平 Usui Teppei; * 3. November 1991 in Fuchū) ist ein ehemaliger japanischer Fußballspieler.

## Karriere
Usui erlernte das Fußballspielen in der Schulmannschaft der Yamanashi Gakuin High School und der Universitätsmannschaft der Komazawa-Universität. Seinen ersten Vertrag unterschrieb er 2014 bei V-Varen Nagasaki. Der Verein aus Nagasaki, einer Stadt in der gleichnamigen Präfektur Nagasaki, spielte in der zweiten japanischen Liga, der J2 League. Für den Verein absolvierte er vier Ligaspiele. 2016 wurde er nach Nagano an den Drittligisten AC Nagano Parceiro ausgeliehen. Für den Verein absolvierte er vier Ligaspiele. Im Juni 2016 kehrte er zu V-Varen Nagasaki zurück. 2017 wurde er mit dem Verein Vizemeister der zweiten Liga und stieg in die erste Liga auf. Für den Verein absolvierte er 16 Ligaspiele. 2018 wurde er an den Drittligisten Thespakusatsu Gunma ausgeliehen. Für den Verein absolvierte er 16 Ligaspiele. 2019 wurde er an den Drittligisten Kataller Toyama ausgeliehen. Nach der Ausleihe wurde er von dem Verein aus Toyama am 1. Februar 2020 fest unter Vertrag genommen. Hier stand er bis Saisonende 2023 unter Vertrag. Die Saison 2024 spielte er bei dem ebenfalls in der dritten Liga spielenden AC Nagano Parceiro. Nach der Saison 2024, in der er 18 Ligaspiele bestritt, beendete er seine Karriere als Fußballspieler.

## Erfolge
V-Varen Nagasaki
- Japanischer Zweitligavizemeister: 2017  ▲